# Sierra Madre, Kalifornien
Sierra Madre är en stad (city) i Los Angeles County, i delstaten Kalifornien, USA. Enligt United States Census Bureau har staden en folkmängd på 10 996 invånare (2011) och en landarea på 7,6 km².